# ジャック・ベトリアーノ
ジャック・ベトリアーノ（Jack Vettriano、1951年 - 2025年3月1日まで）はスコットランドの画家。

## 経歴
16歳のときに、鉱山技師になるために教育機関から離れる。
21歳の誕生日に恋人が彼に水彩画用具セットをプレゼントしたのをきっかけに、独学で美術を学ぶ。
2025年3月1日、フランス・ニースの自宅アパートで遺体が発見された。73歳没。

## 作品
- イントゥーズ・オブ・ユー[3]